# Иоанн-Зосим
Иоанн-Зо́сим (груз. იოანე-ზოსიმე; умер в 987 году) — грузинский христианский монах, богослов, каллиграф и гимнограф. Сведения о его жизни отрывочны; главным образом, известно о его пребывании в лавре Саввы Освященного в Палестине и в монастыре Святой Екатерины на Синае. К известным трудам Иоанна-Зосима относятся рукописи литургического характера, стихотворение-акростих «Завещание», а также гимн мистического характера «Восхваление и возвеличивание грузинского языка».

## Биография
Биографических сведений об Иоанне-Зосиме очень мало. Его деятельность связана с палестинской лаврой Саввы Освященного в 949—956 годах и с монастырём Святой Екатерины на Синае с 956 года (по другим данным, с 970-х годов). Иоанн-Зосим был попечителем и духовным наставником грузинских общин этих монастырей. Он хорошо владел греческим языком. Считается, что у Иоанна-Зосима было слабое здоровье, так как в одной из рукописей он нередко жаловался на плохое зрение и слабость. Духовного сана не имел, поскольку целиком посвятил себя богословской деятельности.

## Рукописи

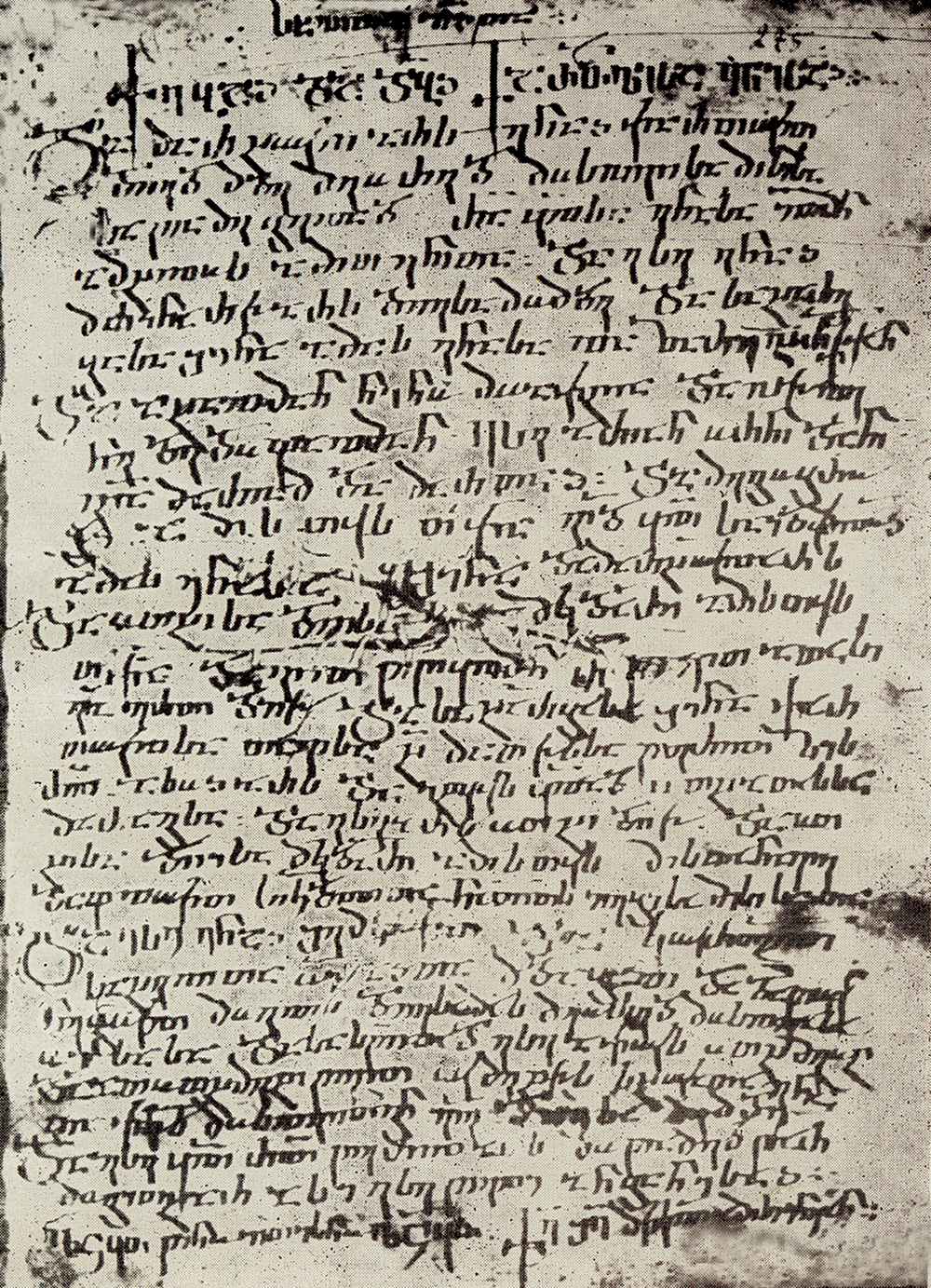
Рукопись «Восхваления и возвеличивания грузинского языка». X век.

Самая ранняя рукопись, переписанная Иоанном-Зосимом, датирована 949 годом, самая поздняя — 987 годом. Большая часть составленных и переписанных им рукописей носит литургический характер. Православная энциклопедия отмечает значительный вклад рукописей Иоанна-Зосима в духовную культуру Грузии.
Иоанн-Зосим придерживался иерусалимского чина богослужения; впоследствии Грузинская православная церковь перешла на константинопольский чин. В сборниках Иоанна-Зосима отразилось стремление привести новые традиции в соответствие с иерусалимской литургической практикой.
Один из таких сборников носит название — «Иадгари песнопений, в которых описаны все праздники, новые и старые, и часы — все двенадцать, по-грузински и по чину обители святого Саввы, и полный короникон»; в нём содержатся ценные сведения о Палестине и грузинской гимнографии. Многие произведения древности сохранились только благодаря тому, что вошли в состав сборника.
Этот сборник заканчивается стихотворным «Завещанием», приписываемым Иоанну-Зосиму. «Завещание» написано 16-сложным стихотворным размером шаири и является акростихом: если прочитать первую и последнюю буквы каждой строфы, получится имя святого Георгия. Размер шаири впоследствии получил развитие в творчестве Шоты Руставели.

## «Хвала и величие грузинского языка»
Этот мистический гимн известен под несколькими названиями: «Восхваление и возвеличивание грузинского языка» («Хвала и слава грузинскому языку»), «Восхваление грузинского языка» («Хвала грузинскому языку») и «Грузинскому языку». Гимн наполнен нумерологическим символизмом и библейскими аллюзиями. В песнопении восхваляется грузинский язык и выражается надежда, что, несмотря на его «унижение», язык обязательно воскреснет в «грядущем мире» и именно на нём Бог будет судить мир после Второго пришествия. Гимн был широко распространён на Синае и лёг в основу религиозной традиции празднования грузинского языка. Большинство учёных считают, что автором гимна является Иоанн-Зосим.